# Rebound Ace
Rebound Ace é uma marca de piso para quadras duras de tênis, almofadado, composto de borracha de poliuretano, fibra de vidro e outros materiais sobre uma base de asfalto ou concreto armado. 
É fabricado e vendido pela divisão "Sports Surfaces" da "California Products Corporation", uma empresa com sede em Andover, Massachusetts, Estados Unidos.

## Propriedades
O atrito da superfície do Rebound Ace pode ser ajustado variando a quantidade de areia na camada superior, personalizando assim o quique da bola e a velocidade geral da quadra. O Rebound Ace às vezes é comparado ao DecoTurf, usado no US Open, mas o Rebound Ace é construído com mais amortecimento, pois possui camadas duplas tanto de cobertura acrílica quanto de superfície de jogo.

## Histórico
De 1988 até 30 de maio de 2007, o Rebound Ace foi a superfície oficial do Australian Open, quando foi substituído pelo Plexicushion.
Foi alvo de alguma controvérsia nos últimos anos, quando alguns tenistas argumentaram que ficava muito pegajoso com as altas temperaturas, aumentando as chances de lesões. No entanto, as evidências apontam que não é pior do que outras quadras duras. Uma citação de Paul McNamee indica que as investigações não encontraram nada, comentando que "uma investigação sobre lesões no Australian Open, pelo pessoal da ATP e da WTA, não colocou nenhuma culpa no Rebound Ace.
O Rebound Ace também foi usado nas Olimpíadas de Sydney 2000, em Homebush Bay, no Parque Olímpico de Sydney.
Em 2013, a marca Rebound Ace foi adquirida pela California Products Corporation de Andover, Massachusetts, que também produz o DecoTurf (usado no US Open) e o Plexicushion (que substituiu o Rebound Ace no Australian Open), e incorporada em sua linha "Sports Surfaces" de pisos para atletismo.